# SWA (альбом)
SWA — девятый альбом группы «Калинов мост», выпущен в 2006 году, после долгого перерыва (предыдущий альбом «Руда» выпущен в 2001 году). По словам Ревякина: «Не получилось сделать быстро новую пластинку. Возились с ней долго, менялись люди, менялись составы. Но в конце концов мы записали этот альбом, который называется „SWA“, вот в мае он появится в продаже».

## Об альбоме

### Название
О названии альбома Дмитрий Ревякин говорит, что «Сва» — древний огнеобразующий корень, который в переводе с санскрита означает «эго», «сущность»; он встречается во многих русских словах («сваха», «свадьба», «сварганить»). Согласно этимологическому словарю Фасмера древнеиндийское «svayarm» означает «само», «svas» — «собственный».

### Названия песен
Названия песен на альбоме написаны рунами готского языка, мертвого на сегодняшний день, на который уже в IV веке были переведены тексты Священного писания (см. Готская Библия). Ревякин, описывая альбом, упомянул о предании, согласно которому Бог, якобы, дал этот язык Адаму в Раю.

### Тематика и звучание
Альбом продолжает сложившиеся за 20 лет традиции группы, однако по сравнению с предыдущими пластинками на альбоме делается больший акцент в сторону лирики и балладности. Песни, вошедшие в альбом, написаны в 1996—2002 годах и посвящены покойной супруге Дмитрия Ольге, его юношеским воспоминаниям, отношениям между мужчиной и женщиной вообще, другим лирическим темам. Новизна в звучании — появление клавишных инструментов, компьютерных эффектов.

### Виды издания
Альбом издан в двух вариантах: обычный и подарочный. Последний снабжён буклетом с текстами песен и дополнительным бонусным CD, в который вошли песни с основного CD, записанные ранее на разных студиях.

## Список композиций
Слова и музыка написаны Дмитрием Ревякиным (кроме отмеченной)
| №                   | Название                                           | Длительность |
| ------------------- | -------------------------------------------------- | ------------ |
| 1.                  | «Всё путём»                                        | 3:22         |
| 2.                  | «Сны (Как тебе я благодарен)»                      | 4:06         |
| 3.                  | «Через край»                                       | 5:47         |
| 4.                  | «Звёзды Натании»                                   | 5:16         |
| 5.                  | «Конь-огонь»                                       | 3:38         |
| 6.                  | «Только для тебя» (флорентийская баллада XVI века) | 4:18         |
| 7.                  | «Катунь»                                           | 8:07         |
| 8.                  | «Пух (Как смотрел тебе я вслед)»                   | 4:26         |
| 9.                  | «Селена»                                           | 4:30         |
| 10.                 | «Как хотел тебя (Обидеть)»                         | 6:26         |
| 11.                 | «Куда я»                                           | 4:46         |
| 12.                 | «Лара»                                             | 5:53         |
| 13.                 | «Урожай молока»                                    | 5:04         |
| 14.                 | «Камчатка»                                         | 5:12         |
| Общая длительность: | Общая длительность:                                | 1:10:51      |

| №                   | Название                                           | Лейбл / Место записи | Длительность |
| ------------------- | -------------------------------------------------- | -------------------- | ------------ |
| 1.                  | «Лара»                                             | Новосибирск          | 4:50         |
| 2.                  | «Через край»                                       | Новосибирск          | 5:33         |
| 3.                  | «Только для тебя» (флорентийская баллада XVI века) | Новосибирск          | 4:37         |
| 4.                  | «Камчатка» (гитарная версия песни)                 | Real Records         | 5:19         |
| 5.                  | «Звёзды Натании»                                   | SNC                  | 5:17         |
| 6.                  | «Пух»                                              | SNC                  | 4:24         |
| 7.                  | «Только для тебя» (флорентийская баллада XVI века) | SNC                  | 4:21         |
| 8.                  | «Всё путём»                                        | SNC                  | 3:12         |
| 9.                  | «Лара»                                             | SNC                  | 5:17         |
| 10.                 | «Конь-огонь»                                       | SNC                  | 3:34         |
| 11.                 | «Селена»                                           | SNC                  | 4:35         |
| 12.                 | «Лара»                                             | Siberia              | 4:44         |
| Общая длительность: | Общая длительность:                                | Общая длительность:  | 55:43        |

## Участники записи
- Дмитрий Ревякин — вокал, акустическая гитара
- Олег Татаренко — бас-гитара
- Виктор Чаплыгин — барабаны, перкуссия, хомус, бэк-вокал, компьютерные звуковые эффекты
- Игорь Хомич — гитара, акустическая гитара
- Александр Владыкин — клавишные, баян, бэк-вокал
- Валерий Черкесов — звукорежиссёр